# Кэнтё
Кэнтё (яп. 建長 кэнтё:) — девиз правления (нэнго) японского императора Го-Фукакуса, использовавшийся с 1249 по 1256 год .

## Продолжительность
Начало и конец эры:
- 18-й день 3-й луны 3-го года Ходзи (по юлианскому календарю — 2 мая 1249);
- 5-й день 10-й луны 8-го года Кэнтё (по юлианскому календарю — 24 октября 1256).

## Происхождение
Название нэнго было заимствовано из 65-го цзюаня классического древнекитайского сочинения Хоу Ханьшу:「建長久之策」.

## События
даты по юлианскому календарю
- 1249 год (1-й год Кэнтё) — Миура Ясумура стал сиккэном наряду с Ходзё Токиёри[5];
- 1251 год (3-й год Кэнтё) — составлен сборник стихов вака «Сёкугосэн вакасю» (яп. 続後撰和歌集, Продолжение второго собрания японских песен);
- 1252 год (4-й год Кэнтё) — большой пожар в Камакуре[6];
- 1252 год (4-й год Кэнтё) — принц Мунэтака (яп. 宗尊親王), первый сын императора Го-Сага, стал шестым сёгуном Камакурского сёгуната;
- 1253 год (5-й год Кэнтё) — ураган и землетрясение в Камакуре[6];
- 1253 год (5-й год Кэнтё) — основан храм Кэнтё-дзи (яп. 建長寺)[7][5];
- 1253 год (5-й год Кэнтё) — монах Нитирэн в храме Сайтё-дзи заявляет об установлении Истинной Дхармы, впервые произнося мантру «Наму-Мё-Хо-Рэн-Гэ-Кё» на горе Киёсуми; в это же время его учеником становится монах Ниссё (1221—1323)[6];
- 1254 год (6-й год Кэнтё) — большой пожар, великое землетрясение и другие природные бедствия в Камакуре[6];
- 1255 год (7-й год Кэнтё) — Нитирэн написал «Об обретении состояния Будды»[6];
- 1256 год (8-й год Кэнтё) — шторм, наводнение и эпидемия в Камакуре[6];
- 1256 год (8-й год Кэнтё) — новым сиккэном стал Ходзё Нагатоки (1229—1264, правил в 1256—1264)[6].

## Сравнительная таблица
Ниже представлена таблица соответствия японского традиционного и европейского летосчисления. В скобках к номеру года японской эры указано название соответствующего года из 60-летнего цикла китайской системы гань-чжи. Японские месяцы традиционно названы лунами.
| 1-й год Кэнтё (Земляной Петух)       | 1-я луна        | 2-я луна   | 3-я луна* | 4-я луна  | 5-я луна* | 6-я луна*              | 7-я луна*  | 8-я луна   | 9-я луна*   | 10-я луна              | 11-я луна  | 12-я луна*    |                |
| ------------------------------------ | --------------- | ---------- | --------- | --------- | --------- | ---------------------- | ---------- | ---------- | ----------- | ---------------------- | ---------- | ------------- | -------------- |
| Юлианский календарь                  | 14 февраля 1249 | 16 марта   | 15 апреля | 14 мая    | 13 июня   | 12 июля                | 10 августа | 8 сентября | 8 октября   | 6 ноября               | 6 декабря  | 5 января 1250 |                |
| 2-й год Кэнтё (Металлическая Собака) | 1-я луна        | 2-я луна   | 3-я луна* | 4-я луна  | 5-я луна* | 6-я луна               | 7-я луна*  | 8-я луна   | 9-я луна*   | 10-я луна*             | 11-я луна  | 12-я луна     |                |
| Юлианский календарь                  | 3 февраля 1250  | 5 марта    | 4 апреля  | 3 мая     | 2 июня    | 1 июля                 | 31 июля    | 29 августа | 28 сентября | 27 октября             | 25 ноября  | 25 декабря    |                |
| 3-й год Кэнтё (Металлическая Свинья) | 1-я луна*       | 2-я луна   | 3-я луна  | 4-я луна* | 5-я луна  | 6-я луна*              | 7-я луна   | 8-я луна*  | 9-я луна    | 9-я луна* (високосная) | 10-я луна* | 11-я луна     | 12-я луна      |
| Юлианский календарь                  | 24 января 1251  | 22 февраля | 24 марта  | 23 апреля | 22 мая    | 21 июня                | 20 июля    | 19 августа | 17 сентября | 17 октября             | 15 ноября  | 14 декабря    | 13 января 1252 |
| 4-й год Кэнтё (Водяная Крыса)        | 1-я луна*       | 2-я луна   | 3-я луна* | 4-я луна  | 5-я луна* | 6-я луна               | 7-я луна   | 8-я луна*  | 9-я луна    | 10-я луна*             | 11-я луна  | 12-я луна*    |                |
| Юлианский календарь                  | 12 февраля 1252 | 12 марта   | 11 апреля | 10 мая    | 9 июня    | 8 июля                 | 7 августа  | 6 сентября | 5 октября   | 4 ноября               | 3 декабря  | 2 января 1253 |                |
| 5-й год Кэнтё (Водяной Бык)          | 1-я луна*       | 2-я луна   | 3-я луна* | 4-я луна  | 5-я луна  | 6-я луна*              | 7-я луна   | 8-я луна*  | 9-я луна    | 10-я луна              | 11-я луна* | 12-я луна     |                |
| Юлианский календарь                  | 31 января 1253  | 1 марта    | 31 марта  | 29 апреля | 29 мая    | 28 июня                | 27 июля    | 26 августа | 24 сентября | 24 октября             | 23 ноября  | 22 декабря    |                |
| 6-й год Кэнтё (Деревянный Тигр)      | 1-я луна*       | 2-я луна   | 3-я луна* | 4-я луна* | 5-я луна  | 5-я луна* (високосная) | 6-я луна   | 7-я луна   | 8-я луна*   | 9-я луна               | 10-я луна  | 11-я луна*    | 12-я луна      |
| Юлианский календарь                  | 21 января 1254  | 19 февраля | 21 марта  | 19 апреля | 18 мая    | 17 июня                | 16 июля    | 15 августа | 14 сентября | 13 октября             | 12 ноября  | 12 декабря    | 10 января 1255 |
| 7-й год Кэнтё (Деревянный Кролик)    | 1-я луна*       | 2-я луна   | 3-я луна* | 4-я луна* | 5-я луна  | 6-я луна*              | 7-я луна   | 8-я луна*  | 9-я луна    | 10-я луна              | 11-я луна  | 12-я луна*    |                |
| Юлианский календарь                  | 9 февраля 1255  | 10 марта   | 9 апреля  | 8 мая     | 6 июня    | 6 июля                 | 4 августа  | 3 сентября | 2 октября   | 1 ноября               | 1 декабря  | 31 декабря    |                |
| 8-й год Кэнтё (Огненный Дракон)      | 1-я луна        | 2-я луна*  | 3-я луна  | 4-я луна* | 5-я луна* | 6-я луна*              | 7-я луна   | 8-я луна*  | 9-я луна    | 10-я луна              | 11-я луна  | 12-я луна*    |                |
| Юлианский календарь                  | 29 января 1256  | 28 февраля | 28 марта  | 27 апреля | 26 мая    | 24 июня                | 23 июля    | 22 августа | 20 сентября | 20 октября             | 19 ноября  | 19 декабря    |                |

* звёздочкой отмечены короткие месяцы (луны) продолжительностью 29 дней. Остальные месяцы длятся 30 дней.